# Metagonyleptes
Metagonyleptes is een geslacht van hooiwagens uit de familie Gonyleptidae.
De wetenschappelijke naam Metagonyleptes is voor het eerst geldig gepubliceerd door Roewer in 1913. 

## Soorten
Metagonyleptes omvat de volgende 13 soorten:
- Metagonyleptes bicalcarata
- Metagonyleptes calcar
- Metagonyleptes carinatus
- Metagonyleptes cupidensis
- Metagonyleptes curvispinosus
- Metagonyleptes grandis
- Metagonyleptes hamatus
- Metagonyleptes incertus
- Metagonyleptes pallidipalpis
- Metagonyleptes pectiniger
- Metagonyleptes serratus
- Metagonyleptes torulosus
- Metagonyleptes wygodzinskyi